# 435
Évszázadok: 4. század – 5. század – 6. század
Évtizedek: 380-as évek – 390-es évek – 400-as évek – 410-es évek – 420-as évek – 430-as évek – 440-es évek – 450-es évek – 460-as évek – 470-es évek – 480-as évek
Évek: 430 – 431 – 432 – 433 –  434 – 435 – 436 – 437 – 438 – 439 – 440

## Események

### Nyugat- és Keletrómai Birodalom
- II. Theodosius (keleten) és III. Valentinianus (nyugaton) császárokat választják consulnak.
- III. Valentinianus békét köt a vandálokkal. A vandálok szövetséges (foederati) státuszt kapnak és átadják nekik az eddig megszállt észak-afrikai területeket, cserébe azok felhagynak a Karthágó elleni támadásokkal, éves adót fizetnek, és Geiseric király fiát, Hunericet túszként Rómába küldik. Geiseric a békét arra használja fel, hogy erős flottát építsen.
- A Gundahar vezette burgundok betörnek Gallia Belgica provinciába. Aetius hadjáratot indít ellenük.
- II. Theodosius császár a volt konstantinápolyi pátriárkát, Nestoriust, aki eddig az őt támogató János antiochiai püspöknél tartózkodott, az ellensége, Kürillosz pátriárka fennhatósága alá tartozó egyiptomi kolostorba száműzi.
- Theodosius formálisan is békét köt Bleda és Attila hun királyokkal. Az eddig fizetett éves adót 350 fontról 700 font (229 kg) aranyra emeli, kiad minden hun menekültet, 8 solidust fizet minden római hadifogolyért és megnyitja a hunok előtt a birodalom piacát. A Konstantinápolyba menekült Mama és Atakam hun hercegeket kiadják Attilának, aki karóba húzatja őket.

## Halálozások
- Johannes Cassianus, aszkéta, misztikus
- Rabbula, edesszai püspök

## Fordítás
- Ez a szócikk részben vagy egészben  a(z)   435 című angol Wikipédia-szócikk ezen változatának fordításán alapul.  Az eredeti cikk szerkesztőit annak laptörténete sorolja fel. Ez a jelzés csupán a megfogalmazás eredetét és a szerzői jogokat jelzi, nem szolgál a cikkben szereplő információk forrásmegjelöléseként.